# 萊金鎮區 (堪薩斯州巴頓縣)
萊金鎮區（英語：Lakin Township）為位在美國堪薩斯州巴頓縣的鎮區。2010年美国人口普查中該鎮區人口有262人。
萊金鎮區於1872年設立。

## 地理
萊金鎮區涵蓋面積172.63平方（66.65平方英里），境內擁有一座獨立市：埃林伍德。

### 機場
- 埃林伍德市立機場（Ellinwood Municipal Airport）

## 人口統計
根據2010年美國人口普查，萊金鎮區人口有262人，人口密度為1.52人/平方公里。種族方面，98.85%為白人；0.38%為非裔美洲人；0%為美洲原住民；0%為亞洲人；0%為太平洋島民；0%為其他種族；另外有0.76%為兩個或以上的種族。而西班牙裔美國人或拉丁美洲人佔該鎮區人口的0%。

## 外部連結
- USGS Geographic Names Information System (GNIS) （页面存档备份，存于）
- US-Counties.com
- City-Data.com （页面存档备份，存于）